# 太湖创意职业技术学院
31°34′01″N 120°13′12″E / 31.56699°N 120.21988°E
太湖创意职业技术学院，是位于江苏省无锡市的一所民办普通专科高校。

## 历史
- 1999年，建立培尔职业技术学院(筹)。
- 2001年，批准正式建立培尔职业技术学院。
- 2007年，更名太湖创意职业技术学院。

## 专业设置
主要开设服装、建筑、艺术设计、物流、营销、导游、会计、商务英语、文秘等专业。